# Província marítima de Barcelona

Bandera de la província marítima de Barcelona

La província marítima de Barcelona és una de les trenta províncies marítimes que formen el litoral espanyol. Va des de la línia que parteix amb rumb 135º del torrent del Mas Don Pere fins al riu Tordera. Limita al nord amb la província marítima de Palamós i al sud amb la província marítima de Tarragona.
La capitania d'aquesta província és Barcelona. El port més important és el port de Barcelona.
Aquesta província marítima consta de tres districtes:
- Vilanova i la Geltrú (BA-1), va des del torrent del Mas don Pere fins a la Torre Barona.
- Barcelona (BA-2), va des de torre Barona fins a la punta de sant Genís.
- Arenys de Mar (BA-3), va des de la punta de sant Genís fins a arribar al riu Tordera.[1]